# Kevin Sibille
Kevin Leonel Sibille (Buenos Aires, Argentina, 15 de septiembre de 1998) es un futbolista argentino. Juega como defensor en la SD Ponferradina de la Primera División RFEF.

## Trayectoria

### River Plate
Su debut no oficial se produjo el 12 de noviembre de 2016 frente a Olimpia de Paraguay en el marco de la Copa Conmemoración, partido amistoso disputado en el Estadio Ciudad de La Plata. Ingresó a los 29 minutos del tiempo reglamentario, en lugar de Facundo Medina.
Debutó oficialmente el 28 de octubre de 2017 en la derrota de River Plate frente a Talleres por 4-0, iniciando el encuentro como titular.

### España
El 6 de octubre de 2020 firmó como jugador del Valencia Club de Fútbol Mestalla de la Segunda División B.
El 8 de enero de 2021 debuta en el primer equipo en un encuentro por Copa del Rey contra el Yeclano Deportivo.[cita requerida]
El 24 de julio de 2021, firmó por el Club Deportivo Castellón de la Primera División RFEF, en calidad de cedido por una temporada. En la temporada 2021-22, jugó 33 partidos, 32 de ellos de titular, siendo el jugador que más minutos disputó en el conjunto castellonense. 
El 18 de junio de 2022, firma por el Atlético Baleares de la Primera División RFEF.
El 28 de julio de 2023, firma por la SD Ponferradina de la Primera Federación.

## Estadísticas

### Clubes
- Actualizado hasta el 7 de enero de 2021.

| Club | Div.                | Temporada           | Liga  | Liga  | Liga   | Copas nacionales(1) | Copas nacionales(1) | Copas nacionales(1) | Torneos internacionales(2) | Torneos internacionales(2) | Torneos internacionales(2) | Total | Total | Total  | Medida goleadora(3) |
| Club | Div.                | Temporada           | Part. | Goles | Asist. | Part.               | Goles               | Asist.              | Part.                      | Goles                      | Asist.                     | Part. | Goles | Asist. | Medida goleadora(3) |
| --- | ------------------- | ------------------- | ----- | ----- | ------ | ------------------- | ------------------- | ------------------- | -------------------------- | -------------------------- | -------------------------- | ----- | ----- | ------ | ------------------- |
| C. A. River Plate Argentina | 1.ª                 | 2017-18             | 1     | 0     | 0      | 0                   | 0                   | 0                   | 0                          | 0                          | 0                          | 1     | 0     | 0      | 0,00                |
| C. A. River Plate Argentina | 1.ª                 | 2018-19             | 3     | 0     | 0      | 0                   | 0                   | 0                   | 0                          | 0                          | 0                          | 3     | 0     | 0      | 0,00                |
| C. A. River Plate Argentina | 1.ª                 | 2019-20             | 0     | 0     | 0      | 0                   | 0                   | 0                   | 0                          | 0                          | 0                          | 0     | 0     | 0      | 0,00                |
| C. A. River Plate Argentina | Total club          | Total club          | 4     | 0     | 0      | 0                   | 0                   | 0                   | 0                          | 0                          | 0                          | 4     | 0     | 0      | 0,00                |
| Valencia C. F. Mestalla · España | 2.ª B               | 2020-21             | 17    | 0     | 0      | −                   | −                   | −                   | −                          | −                          | −                          | 17    | 0     | 0      | 0,00                |
| Valencia C. F. Mestalla · España | Total club          | Total club          | 17    | 0     | 0      | 0                   | 0                   | 0                   | 0                          | 0                          | 0                          | 17    | 0     | 0      | 0,00                |
| Valencia C. F. · España | 1.ª                 | 2020-21             | 0     | 0     | 0      | 1                   | 0                   | 0                   | −                          | −                          | −                          | 1     | 0     | 0      | 0,00                |
| Valencia C. F. · España | Total club          | Total club          | 0     | 0     | 0      | 1                   | 0                   | 0                   | 0                          | 0                          | 0                          | 1     | 0     | 0      | 0,00                |
| Total en su carrera | Total en su carrera | Total en su carrera | 21    | 0     | 0      | 1                   | 0                   | 0                   | 0                          | 0                          | 0                          | 22    | 0     | 0      | 0,00                |
| (1) Las copas nacionales se refiere a la Copa Argentina y Copa del Rey. (2) Las copas internacionales se refiere a la Copa Libertadores. (3) Media de goles por encuentro. No incluye goles en partidos amistosos. |                     |                     |       |       |        |                     |                     |                     |                            |                            |                            |       |       |        |                     |

### Resumen estadístico
|                      | Partidos | Goles | Promedio | Asistencias | Promedio |
| -------------------- | -------- | ----- | -------- | ----------- | -------- |
| Liga                 | 7        | 0     | 0,00     | 0           | 0,00     |
| Copas nacionales     | 0        | 0     | 0,00     | 0           | 0,00     |
| Copa internacionales | 0        | 0     | 0,00     | 0           | 0,00     |
| Total                | 7        | 0     | 0,00     | 0           | 0,00     |

## Palmarés

### Campeonatos nacionales
| Título              | Club              | País      | Año  |
| ------------------- | ----------------- | --------- | ---- |
| Copa Argentina      | C. A. River Plate | Argentina | 2017 |
| Supercopa Argentina | C. A. River Plate | Argentina | 2018 |
| Copa Argentina      | C. A. River Plate | Argentina | 2019 |

### Campeonatos internacionales
| Título              | Club              | Sede         | Año  |
| ------------------- | ----------------- | ------------ | ---- |
| Copa Libertadores   | C. A. River Plate | Madrid       | 2018 |
| Recopa Sudamericana | C. A. River Plate | Buenos Aires | 2019 |